# Діморест (Джорджія)
Діморест (англ. Demorest) — місто (англ. city) в США, в окрузі Гейбершем штату Джорджія. Населення — 2022 особи (2020).

## Географія
Діморест розташований за координатами 34°33′49″ пн. ш. 83°32′32″ зх. д. / 34.56361° пн. ш. 83.54222° зх. д. (34.563531, -83.542311). За даними Бюро перепису населення США в 2010 році місто мало площу 5,88 км², з яких 5,81 км² — суходіл та 0,08 км² — водойми.

## Демографія
Згідно з переписом 2010 року, у місті мешкали 1823 особи в 619 домогосподарствах у складі 358 родин. Густота населення становила 310 осіб/км². Було 738 помешкань (125/км²).
Расовий склад населення:
| - 88,2 % — білих - 3,2 % — чорних або афроамериканців - 1,4 % — азіатів - 0,2 % — корінних американців - 4,6 % — осіб інших рас |

До двох чи більше рас належало 2,4 %. Частка іспаномовних становила 6,8 % від усіх жителів.
За віковим діапазоном населення розподілялося таким чином: 17,9 % — особи молодші 18 років, 68,0 % — особи у віці 18—64 років, 14,1 % — особи у віці 65 років та старші. Медіана віку мешканця становила 25,7 року. На 100 осіб жіночої статі у місті припадало 80,0 чоловіків; на 100 жінок у віці від 18 років та старших — 74,6 чоловіків також старших 18 років.
Середній дохід на одне домашнє господарство становив 50 957 доларів США (медіана — 48 750), а середній дохід на одну сім'ю — 57 053 долари (медіана — 50 430). Медіана доходів становила 41 632 долари для чоловіків та 27 250 доларів для жінок. За межею бідності перебувало 12,1 % осіб, у тому числі 10,9 % дітей у віці до 18 років та 8,7 % осіб у віці 65 років та старших.
Цивільне працевлаштоване населення становило 881 осіб. Основні галузі зайнятості: освіта, охорона здоров'я та соціальна допомога — 41,8 %, мистецтво, розваги та відпочинок — 11,9 %, виробництво — 9,0 %, фінанси, страхування та нерухомість — 6,6 %.